# Neoceratias spinifer
Neoceratias spinifer es la única especie del género Neoceratias, que es el único de la familia monoespecífica Neoceratiidae. Se distribuyen por la parte del central de la costa oeste del océano Pacífico, donde viven posados sobre el fondo marino en zona de aguas profundas.

## Anatomía
Son peces muy pequeños, con una longitud máxima de unos 6 cm. Se caracterizan por tener una barba de espinas en la parte superior e inferior de la boca. Tienen ojos pequeños y no tienen órganos luminosos.
Existe un dimorfismo sexual en esta especie, ya que las hembras son de color pardo rojizo oscuro o negro y miden unos 6 cm teniendo la capacidad de mover los dientes fuera de la boca, mientras que los machos son de color blanco o semitransparente y miden unos 1,9 cm, los cuales terminan por unirse a la hembra y convertirse en parásito de ella.